# Escut del Vilosell
L'escut oficial del Vilosell té el següent blasonament:
Escut caironat: d'atzur, amb una muralla d'or amb la porta i les finestres de gules, acompanyada a la punta d'un ocell d'or. Per timbre, una corona mural de poble.

## Història
L'escut originari va ser aprovat el 24 d'octubre de 1995, modificat al DOGC el 5 de maig del 2003 i ratificat el 17 de febrer del 2004.

L'anterior escut oficial
entre 1995 i 2003

L'escut aprovat l'any 1995 mostrava el senyal parlant tradicional de l'ocell, referència clara al nom del poble, i un bàcul d'abat al·lusiu a la jurisdicció del monestir de Poblet sobre la localitat des de 1217. Fou impugnat per un veí del poble, que reclamava que s'hi inclogués la muralla que figura a l'escut esculpit a la llinda de Sant Miquel de la Tosca, la representació heràldica més antiga que es conserva. Un cop fets els tràmits pertinents, el nou escut recull la muralla tradicional (que representa l'antic castell de la població) i l'ocell de començament del segle xx. La tria es va fer mitjançant un referèndum al poble.
L'ocell com a símbol parlant es va fer servir per primera vegada el 1912. Durant el règim borbònic s'utilitzà un segell amb una M en al·lusió a la Mare de Déu, que encara avui en dia es pot veure forjat a la casa de la vila. És abans de fer servir aquests símbols que s'utilitzava el tradicional amb una muralla, el qual encara es pot veure a l'ermita de Sant Miquel de la Tosca.